# Estación de Pantelimon

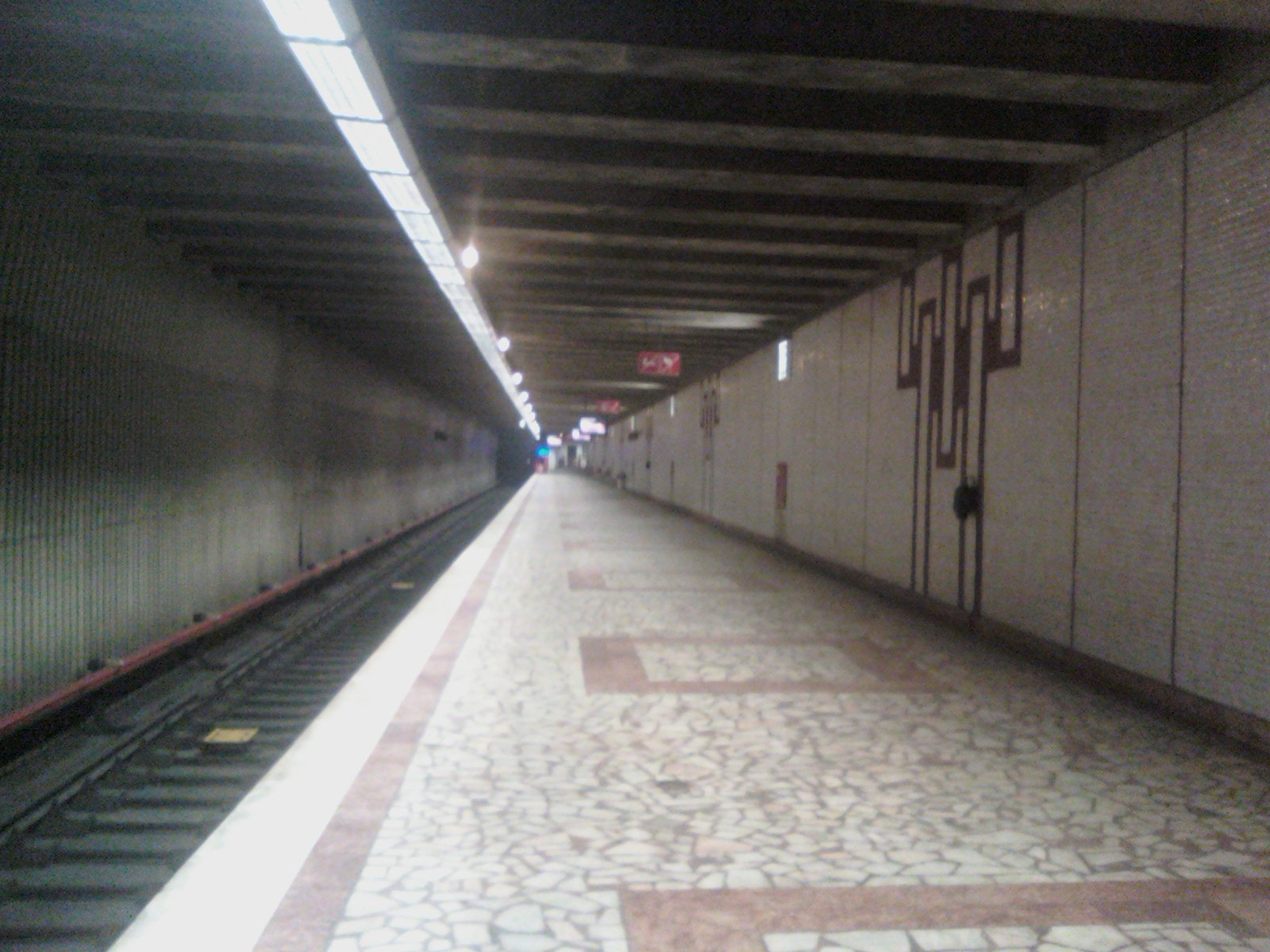
Estación de metro Pantelimon en Bucarest.

Pantelimon es una estación del Metro de Bucarest perteneciente a las líneas M1 y M3. Pantelimon es la última estación de dichas líneas. Fue inaugurada en 1990.
La estación fue construida únicamente para servir al depósito subterráneo de Pantelimon. La estación solo emplea una vía y trenes de dos vagones, que enlazan con la Estación de República. Los trenes pasan con una frecuencia de 15 minutos en hora punta, tanto por la mañana como por la tarde.
- Datos: Q3116217
- Multimedia: Pantelimon Station, Bucharest Metro / Q3116217